# بویوک بهمن‌لی
بویوک بهمن‌لی (به لاتین: Böyük Bəhmənli) یک منطقه مسکونی در جمهوری آذربایجان است که در شهرستان فضولی واقع شده‌است. بویوک بهمن‌لی ۶۱۷۱ نفر جمعیت دارد.